# Mittlerer Seekarkopf
Mittlerer Seekarkopf – szczyt w Alpach Ötztalskich, części Centralnych Alp Wschodnich. Leży w Austrii w kraju związkowym Tyrol. W pobliżu znajdują się dwa szczyty o nazwie Seekarkopf. Są to: Südliche Seekarkopf (3059 m) i Mittlere Seekarkopf (3063 m). Jest to najwyższy szczyt podgrupy Alp Ötztalskich - Nauderer Berge.
Szczyt można zdobyć drogami ze schroniska Hohenzollernhaus (2132 m).